# جائزة فرنسا الكبرى للدراجات النارية 1994
جائزة فرنسا الكبرى للدراجات النارية 1994 هو سباق دراجات نارية أقيم بتاريخ 17 يوليو 1994 في لو مان. كان الجولة التاسعة من أصل 14 في سباق الجائزة الكبرى للدراجات النارية موسم 1994. فاز ميك دوهان بفئة الموتو جي بي بينما جاء جون كوسينسكي في المركز الثاني.

## وصلات خارجية
- الموقع الرسمي